# Дом архитектора (Барнаул)
Дом архитектора — памятник архитектуры в Барнауле. Расположен в Центральном районе города на улице Анатолия. Здание является одним из примеров деревянного зодчества в Сибири.
Особняк был построен в 1909 году для губернского врача, который принимал пациентов в расположенной по соседству поликлинике. В советские годы особняк разбили на отдельные квартиры и несколько десятков лет использовали в качестве жилья. В 1985 году здание передали Алтайской организации Союза архитекторов СССР. В этот период была произведена реконструкция здания. Члены алтайской организации проводили здесь авторские и групповые выставки, творческие встречи, читали лекции на темы искусства и культуры. С 1994 года в доме располагались творческие мастерские барнаульских архитекторов. Сейчас в здании находится творческая мастерская архитектора П.И.Анисифорова. 